# Gekko gecko
El gecko tokay (Gekko gecko) es una especie de gecko de la familia Gekkonidae ampliamente distribuida por Asia. Es una de las especies de geckos más grandes y puede alcanzar una longitud corporal de 28 cm. En Filipinas, se llama tucó (en filipino: tukô; en pampango: tukû).

## Distribución y hábitat
Su área de distribución original incluye Bangladés, India, Nepal, Bután, Birmania, Tailandia, Camboya, Laos, Vietnam, Malasia, sur de China, Taiwán, Filipinas, Indonesia, archipiélago de Sulu, Timor Oriental. Se ha introducido en Estados Unidos (Florida y Hawái), la isla caribeña de Martinica y posiblemente Brasil.
Su hábitat natural se compone de bosques tropicales húmedos. También frecuenta casas en pequeños asentamientos en las zonas rurales.

## Descripción
Es la segunda especie de gecko más larga, midiendo hasta 28 cm de longitud sin incluir la cola, y 35 cm incluyendo la cola. Una de sus características principales es un grito que recuerda la palabra "toke"; de ahí su nombre común. Es de color azul claro con pequeños puntos blancos y anaranjados, y sus ojos de un tono amarillo.

## Comportamiento
Es una especie nocturna que se alimenta principalmente de invertebrados y ocasionalmente de pequeños reptiles. En gran parte de Asia, el gecko tokay es un visitante habitual en las casas. Recorre las paredes en busca de insectos y otros lagartos, e incluso puede andar boca abajo por el techo. Se sujeta perfectamente gracias a unas almohadillas plantares cubiertas con millones de pellilos microscópicos adherentes llamados lamelas. Come por la noche y los machos emiten una aguda llamada para atraer a las hembras.

Cuando aparece un depredador, en vez de huir como la mayoría de los geckos, suele adoptar una postura amenazante con la boca abierta y mirando fijamente a su atacante. Si no funciona o todavía es atacado, puede defenderse con mordidas que pueden resultar dolorosas para el atacante ya que cierra las mandíbulas con fuerza, y posee pequeños dientes en la parte delantera de la boca.

## Subespecies
Actualmente están reconocidas dos subespecies.
- G. g. gecko: Desde el Asia tropical en el noreste de la India hasta el este de Indonesia.
- G. g. azhari: Esta subespecie se encuentra solamente en Bangladés.